# Bost (Tienen)
Bost is een dorp in de Belgische provincie Vlaams-Brabant en een deelgemeente van de stad Tienen. Bost was een zelfstandige gemeente tot aan de gemeentelijke herindeling van 1970. Het werd toen samen met Oorsbeek bij Tienen gevoegd. In 1977 werd de gemeente Tienen met een groot aantal gemeenten nog verder uitgebreid.

## Toponymie
De oudste vermeldingen van het dorp maken onder meer gewag van de heer Walterus dictus de Bost (1290) en Mertini de Bost (1321). De naam is etymologisch te vergelijken met onder meer Bossuit (bij Kortrijk) en Bossut (bij Nijvel). De naam komt uit het Germaanse buksothu, een collectief bij buks, stammend uit het Latijnse buxus (ook "buksboom" genoemd), met Germaanse evolutie. Het toponiem Bost kan dus verklaard worden als verzameling buxussen.

## Geschiedenis
Hoegaarden vormde eeuwenlang een Luikse enclave in Brabants gebied. In 1794 werd het samen met Sint-Katarina-Houtem de hoofdplaats van een kanton in het Dijledepartement, maar het verloor Bost, Overlaar en Rommersom met Altenaken, Steenberg en een gedeelte van Overlaar.
Na het ancien régime was het Hoegaardse grondgebied uiteengevallen in vier onafhankelijke gemeenten: Hoegaarden, Overlaar, Rommersom en Bost. Door het Koninklijk Besluit van 17 augustus 1820 werden de vier entiteiten weer samengevoegd. Dit zou blijven tot in 1882. Op 30 december van dat jaar werd Bost een zelfstandige gemeente.
Op 1 januari 1971 werd Bost, samen met Oorbeek, bij Tienen gevoegd. De grootste fusie-operatie had echter plaats op 1 januari 1977. Groot-Tienen ontstond uit de fusie van de gemeente Tienen (Tienen + Bost + Oorbeek), Kumtich-Vissenaken, Sint-Margriete-Houtem, Oplinter, Hakendover, Goetsenhoven, een klein deel van Bunsbeek en Groot Overlaar. Als grens tussen Tienen en Hoegaarden werd de snelweg E5 genomen (later E40 genoemd).

## Bezienswaardigheden

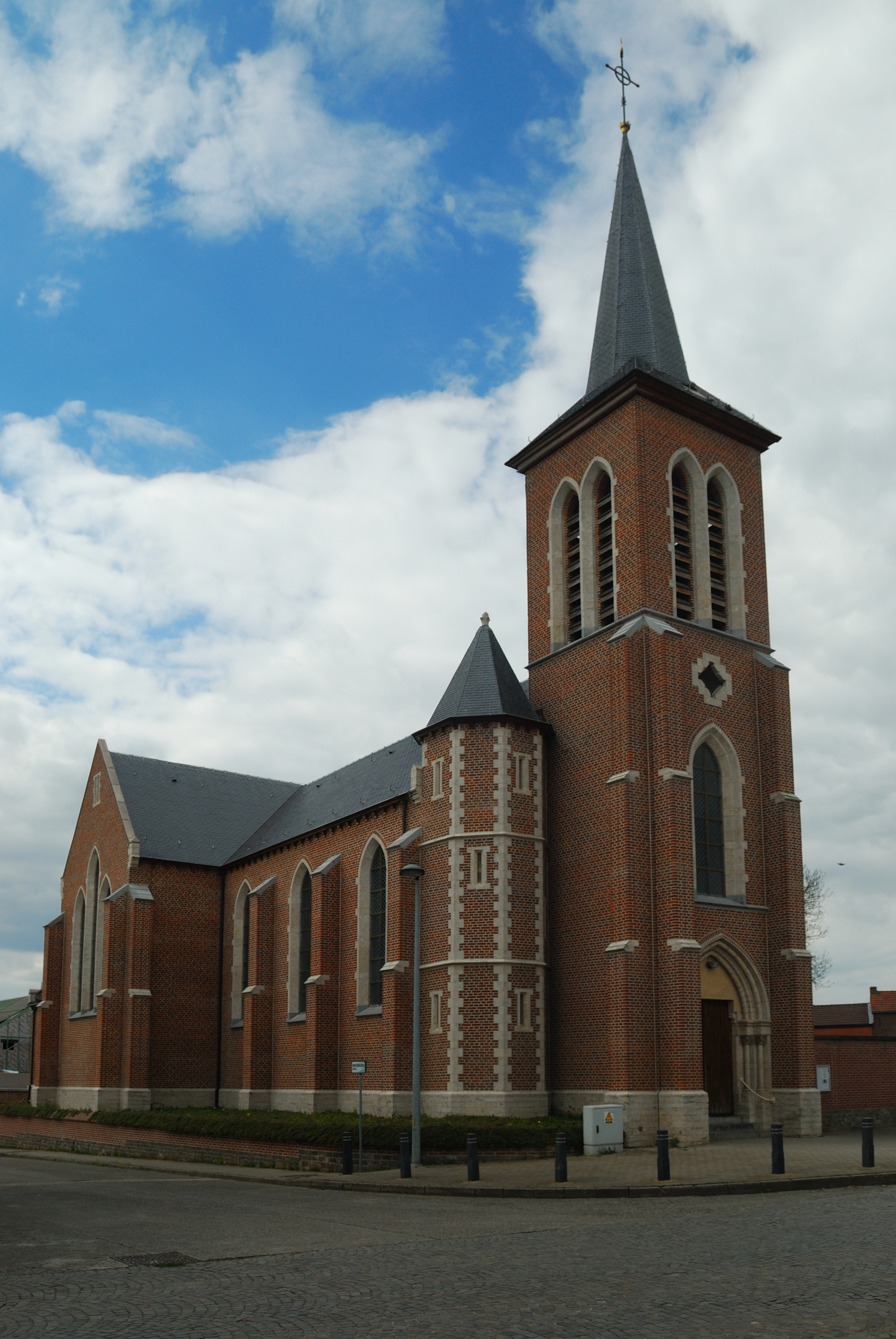
Sint-Odulphuskerk na de restauratie

De Sint-Odulphuskerk is een beschermd monument. Ze werd in 2009 en 2010 gerestaureerd.

## Natuur en landschap
Bost ligt in de Haspengouw op een hoogte van 45-80 meter.

## Demografische ontwikkeling
- Bronnen:NIS, Opm:1831 tot en met 1970=volkstellingen; 1976 = inwoneraantal op 31 december
- 1890: Afsplitsing van Hoegaarden als zelfstandige gemeente in 1882

## Nabijgelegen kernen
Tienen, Hoegaarden, Outgaarden, Goetsenhoven, Hakendover
Deelgemeenten: Bost · Goetsenhoven · Hakendover · Kumtich · Oorbeek · Oplinter · Sint-Margriete-Houtem · Tienen · Vissenaken 

Overige dorpen en gehuchten: Grimde · Overlaar · Sint-Martens-Vissenaken · Sint-Pieters-Vissenaken · Wulmersum

Belgische gemeenten · Arrondissement Leuven · Vlaams-Brabant · Vlaanderen